# ハナカマキリ
ハナカマキリ（花螳螂、花蟷螂、花鎌切、学名：Hymenopus coronatus）は、節足動物門昆虫綱カマキリ目ハナカマキリ科に属する昆虫。熱帯のラン科の花に集まると考えられていたことから、「ランハナカマキリ」（蘭花蟷螂）とも呼ばれる事がある。

## 分布
東南アジアの一帯の熱帯雨林に広く生息している。

## 特徴

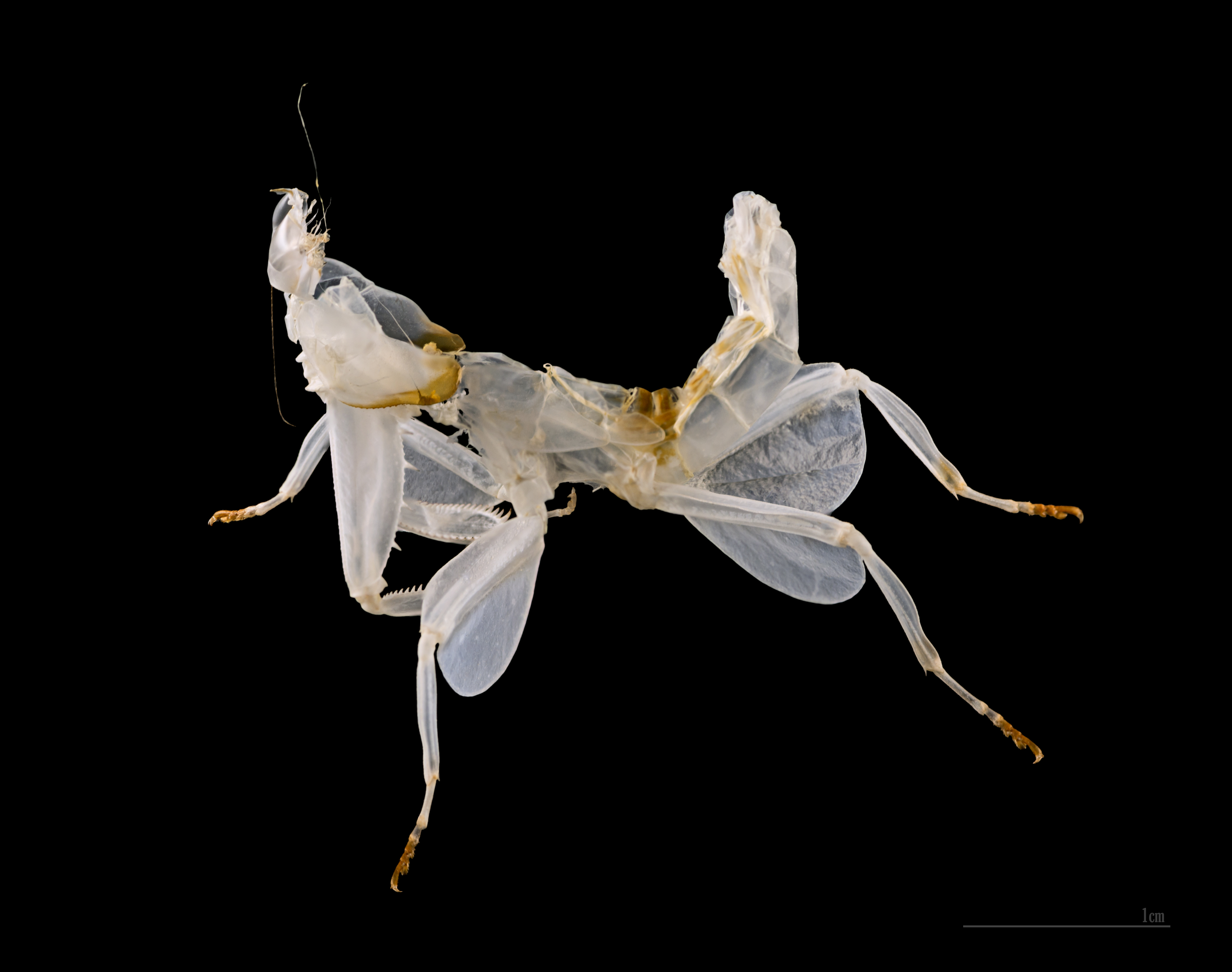
幼虫

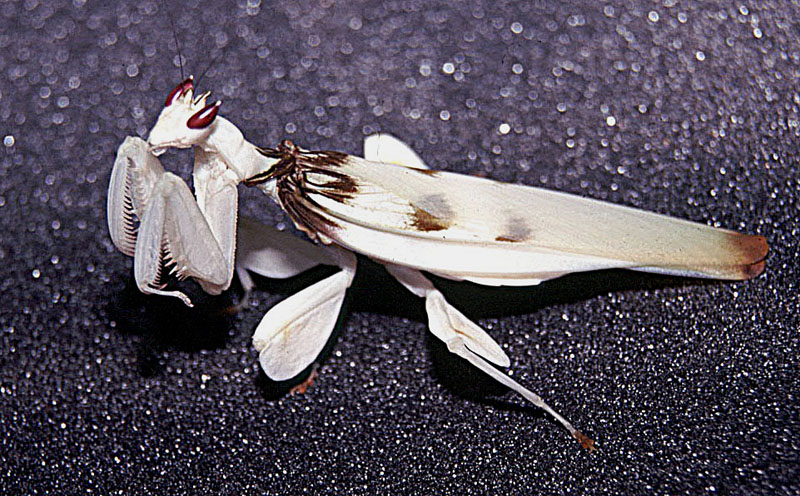
雌成虫

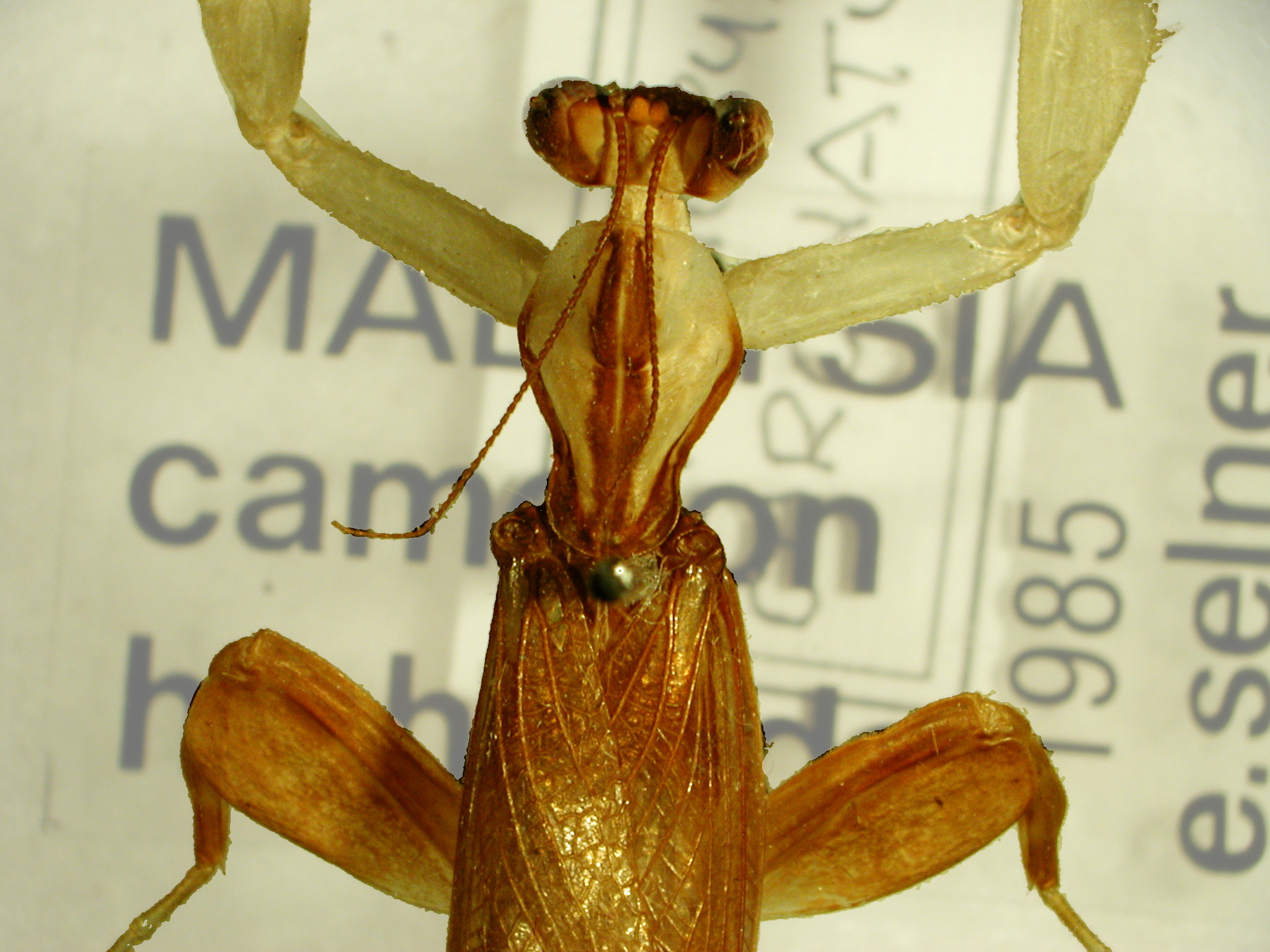
雄成虫

ラン科植物の花に擬態する事で有名で、その花の姿に体を似せている事で、花に集まる昆虫類を捕食して暮らしている。
初齢幼虫は赤と黒の混じった体色で、ジャングルに生息している悪臭を放つカメムシに擬態して身を守っていると言われる。
脱皮を重ねていくと、中脚と後脚の第一節の部分が膨らみ、ランの花びらのようになり、体色も薄ピンク色が混じった白色となって、小さな花のような姿に変貌する。この頃の幼虫時代が最も花に近い姿で、成虫となると、ほぼ白色に近くなり、翅も生えた事で飛翔出来るようになる。
成体はメスが体長70mm前後となるが、オスは35mm程になり、カマキリの仲間では雌雄の大きさの差が極端になる珍しい特徴がある。オスはメスより小柄な分動作が速いが、メスに獲物と思われて食べられる事もあるので、他のカマキリ同様、交尾時にはオスは慎重にメスに近付いて、メスの隙を突いて飛び乗って交尾をする。
なお、他の大型のカマキリと異なり、雌雄共に飛行出来る。

## 擬態と捕食習性に関して
本種はその姿があまりにも花に似ていることから花に紛れて昆虫を狩るのだと見なされてきた。しかし実際にはそれだけの単純なものではないこともわかってきた。Mizuno et al.(2014)はこの点について実際に研究を行った。彼らはたとえば幼虫が実に花によく似ているのに対して、成虫では花にやや似なくなり、にもかかわらずどちらも同じように花に紛れて獲物を狩る、というのも疑問であることをあげ、いずれにせよ、現実にこの種がどこでどのようにしてどんな獲物を狙うか、ということを現実に調べた研究がないことを指摘した。
その上で実際に彼らが現地の野外で調べたところ、彼らは雌の成虫と幼虫を観察し、両者で待ち伏せの場所も狩る獲物も全く異なることを見いだした。それによると、幼虫は花にいることはなく、すべての観察例で葉の上におり、そこで獲物を狩った。他方で雌成虫は観察例が少ないものの花での待ち伏せが多かった。また雌の獲物がハチとチョウ目にまたがっていたのに対して、幼虫では圧倒的にハチが多かった。また成虫では獲物を捕まえ損ねることが結構あって狩りの成功率が6割程度であったのに対し、幼虫の捕獲成功率は9割に達した。幼虫が捕まえるのは現地在来のハチであるトウヨウミツバチ Apis cerana cerana であった。
この幼虫がハチを誘引する方法としては、まずその外見が実に花に似ているのが原因と考えられる。これは人間の目で見てのことだけでなく、Bee-CAMによってこのカマキリは幼虫も成虫も紫外線を反射し、その点で花と共通し、紫外線を見ることのできる訪花昆虫にはカマキリと花の区別が難しいと考えられる。しかしそれだけでは幼虫が特定の種のハチのみを狩ることが説明できない。実際に観察中、ミツバチはカマキリ幼虫の幼虫の頭の真正面に回り、滞空飛行しながら足を伸ばす行動をとるのが再三見られた。つまりカマキリの頭に着地しようとした。さらに調べたところ、ハナカマキリ幼虫はその顎の周辺から3-ヒドロキシオクタン酸と10-ヒドロキシ-2-デセン酸という2つの物質が発見された。この2つの物質はトウヨウミツバチにおいて群れ内のコミュニケーションに使われ、強い誘因作用を持つことが知られている。実際にハナカマキリ幼虫がハチを狙っているとき、カマキリの頭部周辺でこれらの物質の濃度が高まることも確認されている。一方、成虫の顎からはこれらの物質は確認されなかった。
つまりハナカマキリ幼虫は花に紛れてではなく、葉の上で自分を花に見せかけることでハチの目を引き、同時にハチのフェロモンである物質を放出することでハチをおびき寄せている。いわば化学的擬態を行っていると考えられる。他方で成虫は花に紛れ、訪花昆虫を狙う。